# Алтанське сільське поселення
Алта́нське сільське поселення (рос. Алтанское сельское поселение) — сільське поселення у складі Киринського району Забайкальського краю Росії.
Адміністративний центр та єдиний населений пункт — село Алтан.

## Населення
Населення сільського поселення становить 628 осіб (2019; 725 у 2010, 935 у 2002).